# Nya världen

Världskarta av Diogo Ribeiro (1529) där Amerika kallas Mondus Novus. Kartan täcker de flesta delarna av Sydamerika, samt Nordamerikas östkust.

Nya världen (ofta benämnt med bestämd artikel som "den nya världen") är en benämning som används för att referera till de världsdelar som koloniserades av europeiska sjöfarare från och med 1492, då Columbus första gången nådde Amerika. Det gäller framförallt Nord- och Sydamerika men ofta även Oceanien och ibland också Antarktis.[källa behövs] Beteckningen nya världen (latin: Orbe Novo) användes för första gången av Pietro Martire d'Anghiera i verket De Orbe Novo  från början av 1500-talet, som är en sammanställning av reseberättelser från Amerika och Stilla havet.
Gamla världen utgörs enligt denna världsbild av Europa och delar av Afrika och Asien.
I vinsammanhang betecknar termen alla odlingsregioner utanför de traditionella europeiska, vilket gör att även exempelvis sydafrikanska viner räknas till Nya världen. Viner från Nya världen anses vara fruktigare och ofta fylligare än vinerna från Gamla världen vilka är mindre fruktiga och med mera tannin och syrlighet.
Fredrika Bremer utgav sin reseberättelse om Hemmen i den nya världen (1853–54). En svenskspråkig tidning Nya Verlden utgavs 1870–1877 i Chicago, se Svenska Amerikanaren Tribunen. Den tjeckiske kompositören Antonín Dvořáks mest kända symfoni Från nya världen skrev han när han bodde i USA på 1890-talet.